# The Bees Made Honey in the Lion's Skull
The Bees Made Honey in the Lion's Skull è il quinto album in studio del gruppo musicale Earth, pubblicato nel 2008 dalla Southern Lord Records.

## Tracce
1. Omens and Portents I: The Driver – 9:06
2. Rise to Glory – 5:47
3. Miami Morning Coming Down II (Shine) – 8:01
4. Engine of Ruin – 6:28
5. Omens and Portents II: Carrion Crow – 8:04
6. Hung from the Moon – 7:44
7. The Bees Made Honey in the Lion's Skull – 8:15
8. Junkyard Priest (bonus track nella versione in vinile) – 7:13

## Formazione
- Dylan Carlson – chitarra
- Adrienne Davies – batteria, percussioni
- Steve Moore – pianoforte, organo Hammond, pianoforte elettrico Wurlitzer
- Don McGreevy – basso